# 权利
權利（英語：rights）是一个广泛应用的法律術語，通常指基础、正当的自由和利益。「權利」常簡称為「權」，中文中因爲翻譯問題，經常容易與權力（power）一詞混淆，然而這兩者的涵義卻是完全不同。

## 字源
權利是近代由英語中的和德語中的一詞翻譯而來。1864年美國傳教士丁韙良在翻譯惠頓的《萬國公法》時使用了「權利」一詞，後在日本也開始使用這個譯名，包括西周及法學家箕作麟祥的譯本，其中，箕作麟祥的譯本傳回中國，影響了在中國的用法。但是，中文语境中的「权利」和這個詞原本的意思不合。英語的本義是正當、合理、合法，比如生存、生育、受教育、宗教信仰自由等，而並非權力和利益含義的複合，也不意味著任何牟取利益的權力。

## 构成

### 伦理要素：社会评价的正当性
权利本身包含正当的含义。拥有一项权利意味着主体自我和社会公众的双重认可：不但权利主体自我认可其权利，在社会评价上，特定范围的社会公众认为权利主体拥有和行使权利是理所当然的。

### 规范要素：社会规范的认同和保障
拥有一项权利，意味着这项权利能够得到特定社会规范的支持。法律权利的规范基础就在于法律本身。道德权利的规范基础在于道德。

### 基础要素：主体的肯定性利益能力
任何一项权利的背后都隐藏着权利主体的利益追求。同时，权能是权利主体行使权利的资格和能力，权利的主体必须拥有权能才能享有权利。

### 本体要素：主体的行为意志自由
自由是权利的核心部分。主体的利益、权能必须通过权利主体的自由行为来实现。从主体的角度来看，法律权利是主体在自己的自由意志支配下行为的依据。

## 存在形态

### 应有权利（道德权利）
权利的初始形态，指特定社会的人们基于一定物质生活条件产生出来的权利需要，是主体认为或者被承认应当享有的权利。应有权利的基础在于伦理或道德，主要体现了权利的道德规范要素。

### 习惯权利
人们在长期的社会生活过程中形成的，或者从先前社会传承下来的表现为群体性、重复性自由行动的一种权利。

### 法定权利
通过法律明确规定或者通过立法纲领、法律原则加以公布的，以规范形态存在的权利，法定权利的基础在于法律规定，主要体现了权利的法律规范要素。

### 现实权利
主体实际享有或行使的权利。现实权利是权力运行的终点，也是新权利运行的起点。因此，现实权利是法定权利的另一种参照和标准。

## 限度
任何权利的行使，不得超过一定的限度。法律设计了一些特定的制度，为权利的行使设定限度。

### 时间上的时效制度
时效制度是指一定的事实状态在法定期间内持续存在，便产生一定法律后果的法律制度。法律设置时效制度目的主要是使社会关系处于相对稳定状态，而对权利人而言，则有促进其及时行使权利的作用。

### 空间上的权利滥用禁止
在社会实践中，一个主体的权利与其他主体的权利处于共存状态，要同时保证各种合法权利均能得到实现，必须对权利的行使施加限制，以除去权力内容的不当结果。

### 形式上的程序原则
法律权利的行使有严格的程序要求。权利主体应当按照法定程序及方式行使权利、维护权利。

## 意義
人群共處各有主張，涉及不同之利益不免發生衝突，為維護社會生活自須定其分際，法律乃於一定要件之下就其認為合理正當者，賦予個人某種力量以享受其利益，因此權利就是得以享受特定利益之法律上之力。 權利為主觀化之法律；法律為客觀化之權利，行使權利就是為法律而奮鬥，且具有倫理上之意義。
權利既為一種得享受特定利益之「法律上之力」，則：
1. 人民所享有的利益，雖被國家法制設定為「權利」，但國家如果沒有設置權利救濟的法制，或雖有設置但形同虛設而無實效，就形同剝奪或未曾賦予人民權利。此即為法治國原則下「有權利恆有救濟」的基本法理。
2. 人民所享有的利益，但國家如果認為不值得保護而沒有賦予救濟的管道，則該項利益並沒有「權利」的地位。

## 权利與義務之間的關係

### 法律关系中的对应关系
法律权利对应着相应的法律义务，两者处于法律关系的统一体中。在任何法律关系中，一方主体享有法律权利，对方就必须承担相应的法律义务。在特定的法律关系中，每一个主体在享有权利的同时，也同时承担着一定的义务。例如：债权人行使債權時，債務人負有清償的義務；

### 社会关系中的对等关系
“没有无义务的权利，也没有无权利的义务。”社会中的权力和义务是对等设置的。在社会生活中，权利的总量与义务的总量基本相等。在具体的法律关系中，权利和义务往往也是对等的。当权利主体和义务主体相分离时，一方享有的权利与对方承担的义务的量是对等的。

### 功能发挥中的互补关系
权利的最大功能是能够使人们的需要得到满足，使权利主体的利益变成现实。义务的功能往往是保障权利得以实现和发挥作用。两者互动关系主要体现为：
- 法律义务的履行促进法律权利的实现
- 法律权利的享有也有助于法律义务的积极履行
- 某些特定的权利、义务之间会相互转化

### 价值选择中的主从关系
在权利和义务的价值选择中，法理学界试图用“本位”加以阐释，意在说明法律制定是首先考虑权利还是首先考虑义务。“权利本位”探讨的问题是，立法时首先考虑权利还是义务，以权利为出发点，立法时先确立公民所享有的基本权利、一般权利等，然后为了实现这些权利，才设定了必要的义务，即以最小的义务实现最大的权利。如果立法时以义务为本位。先罗列公民应当承担的基本义务、一般义务等，将会出现以最小的权利实现最大的义务的立法现象，导致公民实际上承受着最大的义务，享受着最小的权利。
面对当前的中国政治、经济和社会生活的实际情况来看，权利本位论更容易被人们接受。第一，市场经济模式的建立要求法律设定权利和保障权利；第二，人权受到国家社会的普遍关注，法律权利就是人权在法律中的表现，重视法律权利反映出国家对人权的尊重；第三，中国古代强调义务论，从当代中国的社会现实发展目标要求来看，权利本位更值得提倡。

## 種類

### 基本權利
宪法層次所規範的權利稱作「基本權」，也可以稱為基本人權。基本權是人民所享有最基本的權利，而国家有義務保障人民的基本權。常見的基本權如下：
- 生命權：指人有延續生命存活的權利。
- 財產權：指人民對於其私有財產享有完全支配的權利。
- 訴訟權：指權利遭侵害時，人民有司法救濟的權利。
- 人格權：指生而為人、享有人性尊嚴保障的權利，所衍生概念如隐私权、被遺忘權等。
- 公民自由：也稱作「人身自由」，指個人對於其行動享有不受干涉的自由，是極為重要的憲法權利。
- 迁徙自由：指人民有自由選擇其居住或移動的權利。
- 言論自由：指人民的思想、言論應有自由不受限制的權利，其衍生出的概念包括新闻自由和学术自由。
- 集會自由：指人民擁有集結行動的自由。
- 結社自由：指人民擁有組織團體的自由。

### 私法權利
在私法領域中，權利依其作用可分為以下四種類型：
- 請求權：指實現一定行為（或不行為）為其目的之權利，是最常見的權利類型。
- 形成權：使法律关系發生、消滅或變更的權利。
- 支配權：指權利主體對於權利客體管領和控制的權利。
- 抗辯權：用以對抗他人權利主張的權利。

### 其他特殊權利
- 公民權（civil rights）：意指每一個體因身為一特定國家或共同體的公民而能擁有的個人自由。[5]
- 藝術家權利（artists' rights）：為保護視覺藝術家之作品而行使的法律權利，包括申請版權、保護作品使其不受毀損、以及收取權利金費用。[6]
- 路權：意指能夠通過他人土地的合法權利。[7]
- 水權：意指需役地所有人因地役权而獲得能夠汲取水資源的權利。需役地所有人有權利從特定來源引道取水、將水排放至他人土地、或是進入他人土地打開水闸以防止洪水在其需役地上氾濫。此外，需役地所有人亦享有自然權，能夠從他人土地上的溝渠裡取水使用。[8]
- 河岸權（英语：Riparian water rights）：河岸權意指河岸土地擁有人所享有的權利，使其能夠自由進出及利用河岸土地，並且能夠汲取河水來使用。[9]